# Prétaille

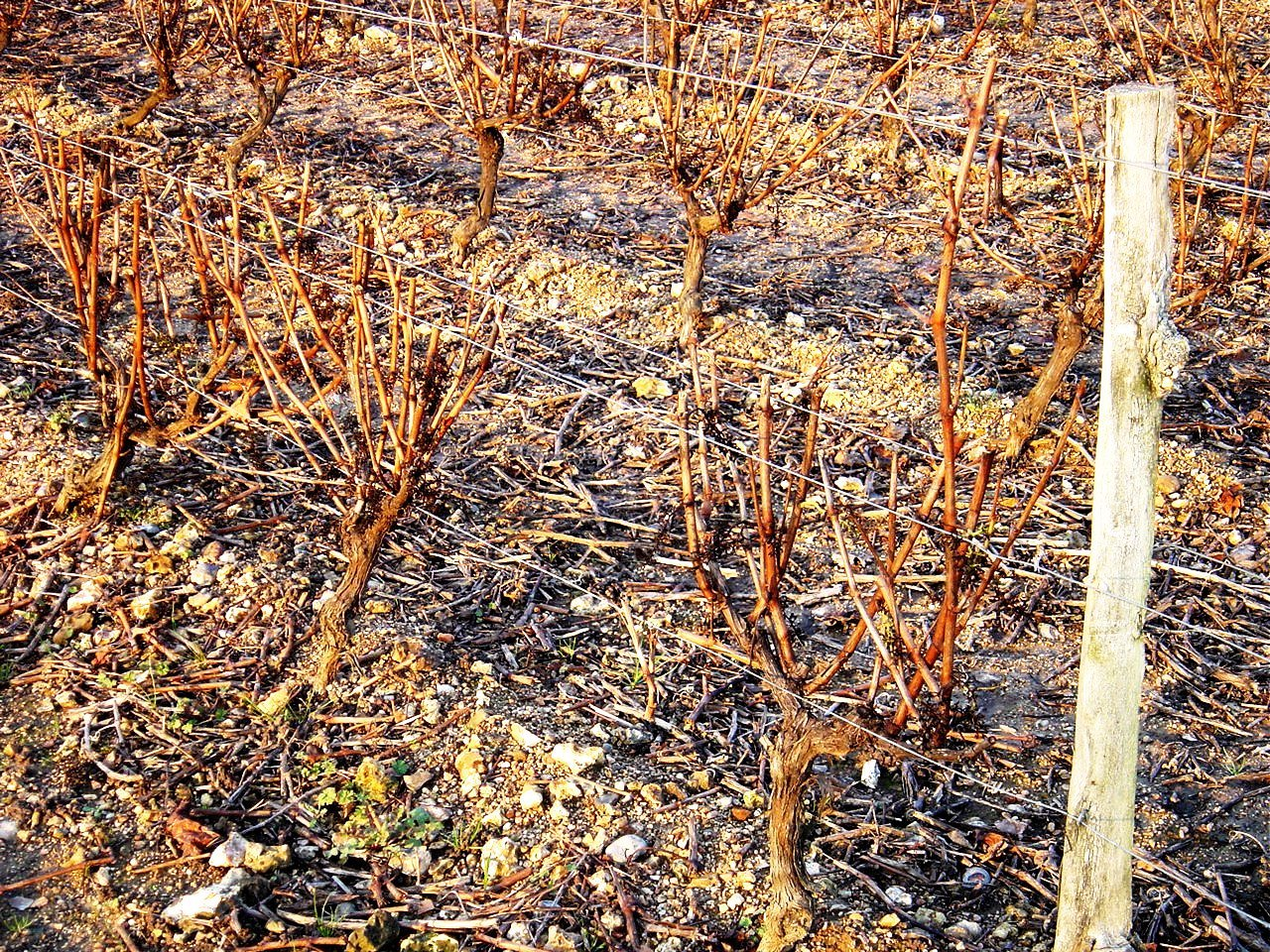
Vigne prétaillée

La prétaille (ou le prétaillage) consiste à préparer la taille de la vigne. La prétaille se pratique le plus souvent de façon mécanique à l'aide d'une prétailleuse (attelée à un tracteur ou auto-portée), elle peut être réalisée au taille-haie dans les parcelles non-mécanisables. Cette action permet au viticulteur de gagner du temps sur la taille finale ainsi que sur l'évacuation des bois coupés.